# 九龍巴士272X線
九龍巴士272X線是72X線的特別班次，來往大埔中心及旺角東站，途經白石角、香港科學園、青沙公路往返大角咀及旺角，本線是繼272P線後大埔區第2條途經青沙公路的常規專營巴士路線。

## 簡介及歷史
- 2015年1月12日：272X線開辦，並於青沙公路轉車站設有與其他九巴路線的八達通轉乘優惠[2]。
- 2015年3月21日：增設到站時間預報[3]。
- 2018年6月19日：增設下午回程服務。[4]。
- 2022年10月3日[5]：
  - 提升至每日半全日雙向服務，往旺角東站之班次服務時間為07:45至18:10，往大埔中心之班次服務時間為12:15至22:25；
  - 九龍區總站劃一為旺角東站，來回程加經白石角及香港科學園一帶並增設中途站。
- 2025年8月1日：試辦星期一至五08:15及08:45由旺角東站開出之班次，直至2025年10月31日。

## 服務時間及班次
| 大埔中心開           | 大埔中心開  | 大埔中心開   | 旺角東站開           | 旺角東站開  | 旺角東站開   |
| 日期                 | 服務時間    | 班次（分鐘） | 日期                 | 服務時間    | 班次（分鐘） |
| -------------------- | ----------- | ------------ | -------------------- | ----------- | ------------ |
| 星期一至五           | 07:45-08:15 | 15           | 星期一至五           | 12:15-17:45 | 30           |
| 星期一至五           | 08:15-08:40 | 25           | 星期一至五           | 17:45-18:25 | 20           |
| 星期一至五           | 08:40-18:10 | 30           | 星期一至五           | 18:25-22:25 | 30           |
| 星期六、日及公眾假期 | 07:45-08:15 | 30           | 星期六、日及公眾假期 | 12:15-17:45 | 30           |
| 星期六、日及公眾假期 | 08:15-08:40 | 25           | 星期六、日及公眾假期 | 17:45-18:25 | 20           |
| 星期六、日及公眾假期 | 08:40-18:10 | 30           | 星期六、日及公眾假期 | 18:25-22:25 | 30           |

## 收費
全程：$11.1
- 過青沙公路後往旺角東站：$7.1
- 廣福邨往大埔中心：$5.2

| - 本線設有12歲以下小童及65歲或以上長者半價優惠。 - 65歲或以上香港居民使用「樂悠咭」，以及12歲以下合資格殘疾兒童使用「殘疾人士身份」個人八達通繳付車資，均可享有每程$2.0或半價（以較低者為準）的票價優惠；12至64歲合資格殘疾人士使用「殘疾人士身份」個人八達通（包括「樂悠咭」），以及60至64歲香港居民使用「樂悠咭」繳付車資，均可享有每程$2.0或全費（以較低者為準）的票價優惠。 - 65歲或以上長者如使用長者或一般個人八達通繳付車資，則只可享有半價優惠；12至64歲合資格殘疾人士如不使用「殘疾人士身份」個人八達通，以及60至64歲人士如不使用「樂悠咭」繳付車資，必須繳付全費。 - 乘客可以現金或八達通於上車時付款，不設找續。 - 每位成人乘客可免費攜帶最多兩名4歲以下而不佔座位的兒童乘客乘車，超額之4歲以下小童必須繳付小童車費乘車。 - 持有「九巴月票」之乘客在車票有效期內，每日可享最多10程任何九龍巴士及龍運巴士路線（包括本路線，以及聯營路線的九龍巴士／龍運巴士提供的班次；惟乘搭機場「A」及「NA」線則可享原價二七折優惠（不會計算每天10次合資格車程））；而B1線則每日可享最多各2程（不會計算每天10次合資格車程）。 - 九龍巴士、城巴、龍運巴士及陽光巴士全職員工及家屬（不包括外判職員）可免費乘搭本路線，惟必須拍職員或職員家屬八達通。 - 乘客亦可透過多元化電子支付系統（e度嘟）繳付車資，包括使用非接觸式VISA卡、JCB卡、萬事達卡、銀聯卡、美國運通、大來國際、Discover Card、Apple Pay、Google Pay、Samsung Pay、AlipayHK「易乘碼」、支付寶、WeChatHK／微信支付「搭車碼」、銀聯雲閃付「乘車碼」及BOC Pay「乘車碼」。乘客使用此付款方式，使用此支付方式的乘客可享有中途下車之分段收費，以及與其他九巴／龍運獨營路線或聯營線九巴／龍運班次之轉乘優惠，惟不適用於與非九巴／龍運路線之轉乘優惠，亦不能享有「公共交通費用補貼計劃」及「長者及合資格殘疾人士公共交通票價優惠計劃」。 |

### 八達通轉乘優惠
乘客登上本線後150分鐘內以同一張八達通卡轉乘以下路線，或從以下路線登車後150分鐘內以同一張八達通卡轉乘本線，次程可獲車資折扣優惠。
272X←→青沙公路路線
- 272X往旺角東站 → 38B往海濱花園、240X往葵興站、249X往青衣站、280X往尖沙咀、286C往長沙灣、286P往荔枝角站、286X往深水埗、287P往旺角或287X往佐敦，次程車資全免
- 272X往旺角東站 → 270B往奧運站、270D往深水埗、270P往九龍站、272E往柏景灣或272P往葵興站，回贈首程車資
- 38B往海濱花園、240X往葵興站、249X往青衣站、280X往尖沙咀、286C往長沙灣、286P往荔枝角站、286X往深水埗、287P往旺角或287X往佐敦 → 272X往旺角東站，回贈首程車資
- 270B往奧運站、270D往深水埗、270P往九龍站、272E往柏景灣或272P往葵興站 → 272X往旺角東站，次程車資全免
- 272X往大埔中心 → 38B往碩門邨、240X往黃泥頭、249X往博康、280X往穗禾苑、286C往利安、286X往顯徑或287X往水泉澳，次程車資全免
- 272X往大埔中心 → 270B往上水、271X往富亨、272E往太和、272P往富亨或287D往錦英苑，回贈首程車資
- 38B往碩門邨、240X往黃泥頭、249X往博康、280X往穗禾苑、286C往利安、286X往顯徑或287X往水泉澳 → 272X往大埔中心，回贈首程車資
- 270B往上水、271X往富亨、272E往太和、272P往富亨或287D往錦英苑 → 272X往大埔中心，次程車資全免

## 行車路線

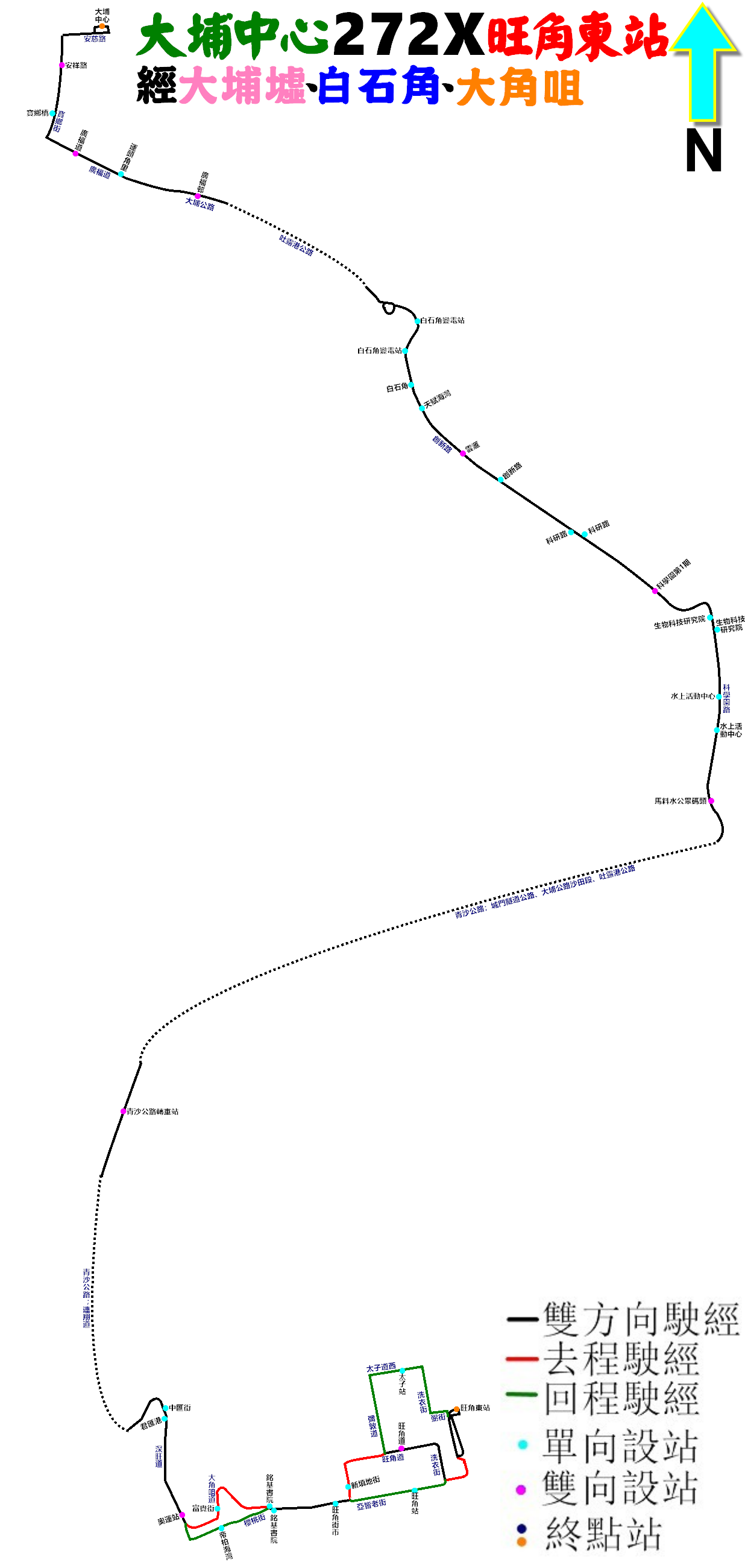
272X線的走線圖

大埔中心開經：安慈路、安祥路、寶鄉橋、寶鄉街、廣福道、大埔公路—元州仔段、吐露港公路、創新路、科學園路、瑞祥街、吐露港公路、大埔公路－沙田段、青沙公路（大圍隧道、沙田嶺隧道、尖山隧道）、荔寶路、連翔道、海輝道、深旺道、櫻桃街、大角咀道、未命名路、櫻桃街、亞皆老街、新填地街、旺角道、洗衣街、亞皆老街及聯運街。
旺角東站開經：聯運街、弼街、洗衣街、太子道西、彌敦道、旺角道、洗衣街、亞皆老街、櫻桃街、深旺道、海輝道、連翔道、青沙公路（尖山隧道、沙田嶺隧道、大圍隧道）、大埔公路—沙田段、吐露港公路、澤祥街、科學園路、創新路、吐露港公路、大埔公路—元州仔段、廣福道、寶鄉街、寶鄉橋、安祥路及安慈路。
具體停站請參考資訊框

## 外部連結
- 香港巴士大典上的相关条目：九巴272X線